# Філіп I Вродливий
Філі́п I (ісп. Felipe I ; 22 липня 1478 — 25 вересня 1506) — король-консорт Кастилії, король Леону та Гранади (1505-1506). Був першим представником династії Габсбургів на іспанському престолі, тому відомий ще як Філіп I фон Габсбург. Син імператора Максиміліана I. Як син Марії Бургундської володів Нідерландами, Франш-Конте, Шароле. Мав титул герцога Бургундії під ім'ям Філіпа IV. Прізвисько — Вродли́вий, Красивий (ісп. el Hermoso).

## Біографія

### Молодість
Зарано втративши матір (1482 рік), потрапив під вплив брабантської (валлонської) аристократії. Вона відсторонила від опіки над Філіпом його батька Максиміліана та призначила регентську раду. Більшу частину своєї юності Філіп провів у Брюсселі, знаходячись під безпосереднім впливом французької культури.

### Іспанські справи
За ініціативи свого батька Філіп у 1496 році одружився з дочкою Фернандо II Арагонського та Ізабели I Кастильської — Хуаною. Але більшість часу Філіпп продовжив проводити у Брабанті та Фландрії.
Ситуація змінилася зі смертю Ізабели Кастильської (26 листопада 1504 року). Розпочалося протистояння Фернандо Арагонського та Філіпа. Першого підтримали міста, ідальго та духівництво, другого — аристократія. Фернандо спирався на заповіт Ізабелли I, згідно з яким королевою повинна стати Іоанна, а керувати країною Фернандо.
У 1505 році у Торо відбулося засідання кортесів, де королевою визнали Хуану. Однак Філіп заявив, що замість Фернандо він буде регентом, а згодом коронувався, як король Кастилії, Леона та Гранади Філіп I. Але вже наступного — 1506 року Філіп випив холодної води після гри у м'яч, застудився, застуда ускладнилась пневмонією, від якої він і помер. Влада перейшла спочатку до Фернандо Арагонського, а потім сина Філіпа — Карла I Габсбурга.

## Родина
Дружина — Хуана, дочка Ізабели Кастильської та Фердинанда Арагонського.
Діти:
- Елеонора (1498—1558) — дружина Мануела I, короля Португалії, потім Франциска I, короля Франції
- Карл (1500—1558) — чоловік Ізабели, дочки Мануела I, короля Португалії
- Ізабелла (1501—1526) — дружина Кристіана II, короля Данії
- Фердинанд (1503—1564) — чоловік Анни, дочки Владислава II, короля Богемії та Угорщини
- Марія (1505—1558) — дружина Людовика II, короля Богемії та Угорщини
- Катарина (1507—1578) — дружина Жуана III, короля Португалії